# Caranx ignobilis
Caranx ignobilis, conocido comúnmente como taraquito en el español filipino, es una especie de peces de la familia Carangidae en el orden de los Perciformes.

## Morfología
Los machos pueden llegar alcanzar los 170 cm de longitud total y los 80 kg de peso.

## Distribución geográfica
Se encuentra desde las  costas del Mar Rojo y del África Oriental hasta las Hawái, las Islas Marquesas, el sur del Japón y el norte de Australia.